# Shinsuke Sakimoto
Shinsuke Sakimoto (født 14. april 1982) er en tidligere japansk fodboldspiller.
Han har spillet for flere forskellige klubber i sin karriere, herunder Gamba Osaka.